# Голліс (Аляска)
Голліс (англ. Hollis) — переписна місцевість (CDP) в США, в окрузі Принс-оф-Вейлс-Гайдер штату Аляска. Населення — 65 осіб (2020).

## Географія
Голліс розташований за координатами 55°31′7″ пн. ш. 132°44′41″ зх. д. / 55.51861° пн. ш. 132.74472° зх. д. (55.518490, -132.744792).  За даними Бюро перепису населення США в 2010 році переписна місцевість мала площу 170,98 км², з яких 168,37 км² — суходіл та 2,60 км² — водойми.

### Клімат
| Клімат : Голліс         | Клімат : Голліс | Клімат : Голліс | Клімат : Голліс | Клімат : Голліс | Клімат : Голліс | Клімат : Голліс | Клімат : Голліс | Клімат : Голліс | Клімат : Голліс | Клімат : Голліс | Клімат : Голліс | Клімат : Голліс | Клімат : Голліс |
| Показник                | Січ.            | Лют.            | Бер.            | Квіт.           | Трав.           | Черв.           | Лип.            | Серп.           | Вер.            | Жовт.           | Лист.           | Груд.           | Рік             |
| Абсолютний максимум, °C | 14,4            | 15,6            | 16,7            | 22,8            | 26,1            | 32,8            | 30,6            | 30,0            | 26,1            | 18,9            | 17,8            | 14,4            | 32,8            |
| Середній максимум, °C   | 2,6             | 4,1             | 6,0             | 9,7             | 14,1            | 16,8            | 18,9            | 18,7            | 14,9            | 9,9             | 5,4             | 3,4             | 10,4            |
| Середній мінімум, °C    | −2,4            | −2,1            | −1,1            | 0,7             | 4,3             | 7,5             | 9,8             | 9,8             | 6,9             | 3,8             | 0,4             | −0,9            | 3,1             |
| Абсолютний мінімум, °C  | −18,9           | −20,6           | −13,9           | −10,6           | −4,4            | 0,0             | 3,9             | 2,2             | −3,3            | −5              | −15             | −16,1           | −20,6           |
| Норма опадів, мм        | 264             | 211             | 205             | 163             | 109             | 78              | 86              | 130             | 258             | 405             | 372             | 330             | 2611            |
| Днів з опадами          | 20              | 18              | 21              | 19              | 18              | 16              | 15              | 17              | 20              | 26              | 24              | 22              | 236,0           |
| ----------------------- | --------------- | --------------- | --------------- | --------------- | --------------- | --------------- | --------------- | --------------- | --------------- | --------------- | --------------- | --------------- | --------------- |
| Джерело:                |                 |                 |                 |                 |                 |                 |                 |                 |                 |                 |                 |                 |                 |

## Демографія
Згідно з переписом 2010 року, у переписній місцевості мешкало 112 осіб у 44 домогосподарствах у складі 29 родин. Густота населення становила 1 особа/км².  Було 73 помешкання (0/км²).
Расовий склад населення:
| - 89,3 % — білих - 4,5 % — корінних американців - 0,9 % — вихідців з тихоокеанських островів - 0,9 % — азіатів |

До двох чи більше рас належало 4,5 %. Частка іспаномовних становила 0,9 % від усіх жителів.
За віковим діапазоном населення розподілялося таким чином: 22,3 % — особи молодші 18 років, 72,3 % — особи у віці 18—64 років, 5,4 % — особи у віці 65 років та старші. Медіана віку мешканця становила 37,0 року. На 100 осіб жіночої статі у переписній місцевості припадало 119,6 чоловіків;  на 100 жінок у віці від 18 років та старших — 128,9 чоловіків також старших 18 років.
Середній дохід на одне домашнє господарство  становив 79 393 долари США (медіана — 103 571), а середній дохід на одну сім'ю — 74 343 долари (медіана — 98 250). 
Цивільне працевлаштоване населення становило 64 особи. Основні галузі зайнятості: роздрібна торгівля — 21,9 %, освіта, охорона здоров'я та соціальна допомога — 21,9 %, публічна адміністрація — 18,8 %, фінанси, страхування та нерухомість — 17,2 %.